# Psychologische Morphologie
Die psychologische Morphologie ist eine psychologische Theorie, die von Wilhelm Salber Mitte des 20. Jahrhunderts entwickelt wurde. Die Theorie wurde dabei in Anlehnung an die morphologischen Studien von Johann Wolfgang von Goethe „psychologische Morphologie“ benannt und ist den tiefen- sowie kulturpsychologischen Ausrichtungen der Psychologie zuzuordnen. Wesentliches Theoriegerüst bildet dabei die Psychoanalyse nach Sigmund Freud, wobei allerdings in Abgrenzung zu dieser die Triebtheorie abgelehnt wird. Des Weiteren bezieht sich die psychologische Morphologie teils – wenn auch kritisch – auf die Gestalttheorie.
Wesentliche Anwendungsgebiete der psychologischen Morphologie finden sich in der Alltags-, Kultur-, Medien- sowie Marktforschung. Dabei kommen primär qualitative Verfahren wie Tiefeninterviews, Gruppendiskussionen und teilnehmende Beobachtungen zum Einsatz.
Eine anwendungsorientierte Weiterentwicklung fand die von Wilhelm Salber entwickelte Theorie unter anderem in der morphologischen Musiktherapie Rosemarie Tüpkers; ebenfalls auf die psychologische Morphologie bezieht sich die Analytische Intensivbehandlung, die sich dem Spektrum der tiefenpsychologisch fundierten Psychotherapie zuordnet. Diese wurde von W. Ernest Freud, Wilhelm Salber und anderen Psychologen der Universität zu Köln entwickelt. Ein staatlich anerkanntes Ausbildungsinstitut für Psychologische Psychotherapeuten, das in diesen tiefenpsychologischen Rahmen auch Konzepte der Analytischen Intensivbehandlung einbezieht, besteht seit 2011 in Köln.
Eine aktuelle methodologische und wissenschaftshistorische Herleitung und Bewertung der Morphologie aus hermeneutischen und tiefen- sowie kulturpsychologischen Traditionen der Geisteswissenschaften liefert Herbert Fitzek.
1993 gründete sich die Wissenschaftliche Gesellschaft für Psychologische Morphologie (GPM) mit dem Ziel, die psychologische Forschungsrichtung der Morphologie weiterzuentwickeln. Nach dem Tod Wilhelm Salbers wurde die GPM in die Wilhelm Salber Gesellschaft (WSG) überführt.